# 솜브레로

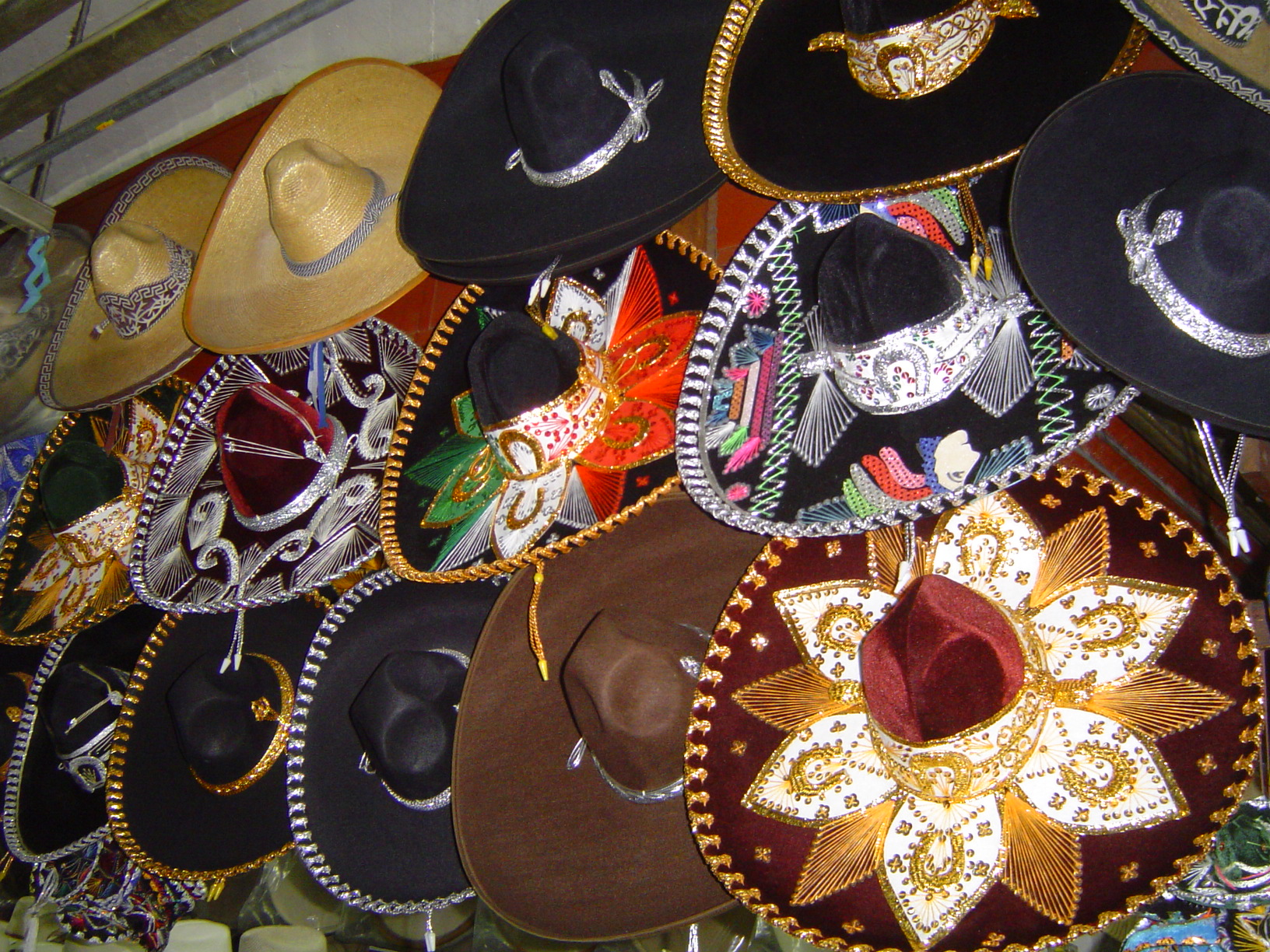
솜브레로

솜브레로(Sombrero)는 멕시코, 페루 등에서 쓰는 모자이다. 모자에 중앙이 높으며, 챙이 넓은 것이 특징이다. 밀짚이나 나무껍질을 엮어서 만든다.

## 어원

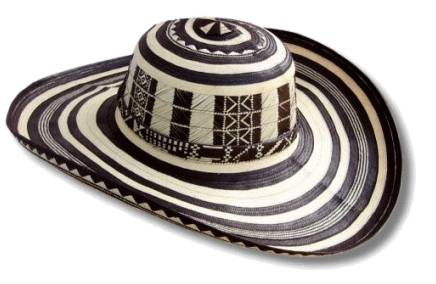
콜롬비아의 일반적인 솜브레로

'그늘'이라는 뜻의 스페인어 '솜브라(Sombra)'에서 따왔다.

## 별칭
멕시코에선 차로, 아르헨티나에선 가우초, 칠레에선 우와소스라고 부른다.

## 같이 보기
- 캡
- 목장